# Тань Хаомин
Тань Хаомин (кит. трад. 譚浩明, упр. 谭浩明, пиньинь Tán Hàomíng, второе имя Юэбо (月波); 13 июля 1871, Лунчжоу, Гуанси-Чжуанский автономный район — 17 апреля 1925, Шанхай, Цзянсу) — китайский политический деятель периода конца эпохи Цин и первых лет Китайской Республики, военный губернатор провинции Гуанси, один из лидеров Старой клики Гуанси.

## Биография

### Ранние годы и возвышение в Старой клике Гуанси
Тань Хаомин родился в городе Тайпин уезда Лунчжоу провинции Гуанси в зажиточной чжуанской семье, занимавшейся сельским хозяйством и водными перевозками. Уже в юности он унаследовал семейное дело. Его сестра вышла замуж за Лу Жунтина, будущего лидера Старой клики Гуанси, который в дальнейшем оказал влияние на самого Тань Хаомина.
После Франко-китайской войны 1884 - 1885 гг. Тань Хаомин, поступивший на военную службу вслед за Лу Жунтином, стал продвигаться по карьерной лестнице. В июне 1911 года Тань Хаомин был назначен командующим гарнизона, дислоцировавшегося в Наньнине. После создания Китайской республики он занял должность командира 2-й дивизии армии провинции Гуанси. В июле 1913 года во время Второй революции Тань Хаомин подавил восставших революционеров, что позволило ему в 1914 году стать комиссаром лунчжоуской военно-полицейской службы и командующим пограничных в
ойск Гуанси.
В декабре 1915 года Юань Шикай провозгласил себя императором. Первоначально поддерживавший его Лу Жунтин по ряду причин принял решение сменить политически курс и 15 марта 1916 года провозгласил независимость провинции Гуанси, присоединившись к «Армии защиты республики». 1 мая были созданы штабы в Гуандуне и Гуанси, а Тань Хаомин стал командующим 5-го корпуса «Армии защиты республики».
После смерти Юань Шикая Лу Жунтин получил полный контроль над провинцией Гуандун, а в 1917 году Тань Хаомин был назначен военным губернатором провинции Гуанси, а затем и главнокомандующим войск Гуандун-гуансийской объединенной армии. Тань Хаомин неоднократно вмешивался в междоусобицы в провинции Хунань, а позже потерпел поражение от войск Бэйянского правительства под командованием У Пэйфу. В июне 1918 года он покинул Хунань и вернулся в Наньнин.

### Внутренние реформы и потеря влияния
После поражения в провинции Хунань Тан Хаомин извлек для себя урок и приступил к продвижению военной реформы и внедрению достижений модернизации. В январе 1918 года он восстановил Военную Академию при армии Гуанси. Кроме того, он приложил много усилий для организации Ассоциации содействия продвижения хлопчатобумажной промышленности, однако успеха не достиг, поскольку технические возможности провинции были крайне ограничены.
В 1921 году Лу Жунтин, некогда потерявший Гуандун и решивший вновь им овладеть, предпринял новую попытку расширить сферу своего влияния. Тань Хаомин также принимал участие в данной операции, однако успехом это не увенчалось, так как Сунь Ятсен приказал Чэнь Цзюнмину нанести упреждающий удар по провинции Гуанси. Бегство союзников Лу Жунтина - Лю Чжэньхуаня и Шэнь Хунъин - привело к поражению, из-за чего он вместе с Тань Хаомином 16 июля 1921 года бежал в Шанхай.
В июне 1922 года из-за произошедшего между Сунь Ятсеном и Чэнь Цзюнмином конфликта Лу Жунтин и Тань Хаомин получили возможность вернуться в провинцию Гуанси. В 1924 году войска Лу Жунтина подверглись нападению Новой клики Гуанси во главе с Ли Цзунжэнем и Бай Чунси. Потерпев поражение, Лу Жунтин и Тань Хаомин полностью потеряли свою военную и политическую мощь.
Тань Хаомин бежал в Шанхай, где стал жить в уединении. 17 апреля 1925 года Тань Хаомин был убит адъютантом в собственной резиденции. Сообщалось, что убийство произошло на почве личной неприязни, вызванной жестоким обращением со служанкой.